# Comuna Podbablje, Split-Dalmația
Podbablje este o comună în cantonul Split-Dalmația, Croația, având o populație de 4.680 de locuitori (2011).

## Demografie
Componența etnică a comunei Podbablje
     Croați (96,28%)
     Sârbi (3,31%)
     Necunoscut (0,06%)
     Neclasificat (0,11%)
Componența confesională a comunei Podbablje
     Catolici (95,94%)
     Ortodocși (3,63%)
     Necunoscută (0,32%)
     Alte religii (0,11%)
Conform recensământului din 2011, comuna Podbablje avea 4.680 de locuitori. Din punct de vedere etnic, majoritatea locuitorilor (96,28%) erau croați, cu o minoritate de sârbi (3,31%). Apartenența etnică nu este cunoscută în cazul a 0,06% din locuitori. Din punct de vedere confesional, majoritatea locuitorilor (95,94%) erau catolici, cu o minoritate de ortodocși (3,63%). Pentru 0,32% din locuitori nu este cunoscută apartenența confesională.